# Kisdombegyház
Kisdombegyház é um município da Hungria, situado no condado de Békés. Tem 12,61 km² de área e sua população em 2015 foi estimada em 467 habitantes.